# Lesbates axillaris
Lesbates axillaris är en skalbaggsart som först beskrevs av Thomson 1860.  Lesbates axillaris ingår i släktet Lesbates och familjen långhorningar. Inga underarter finns listade i Catalogue of Life.